# Носитель информации

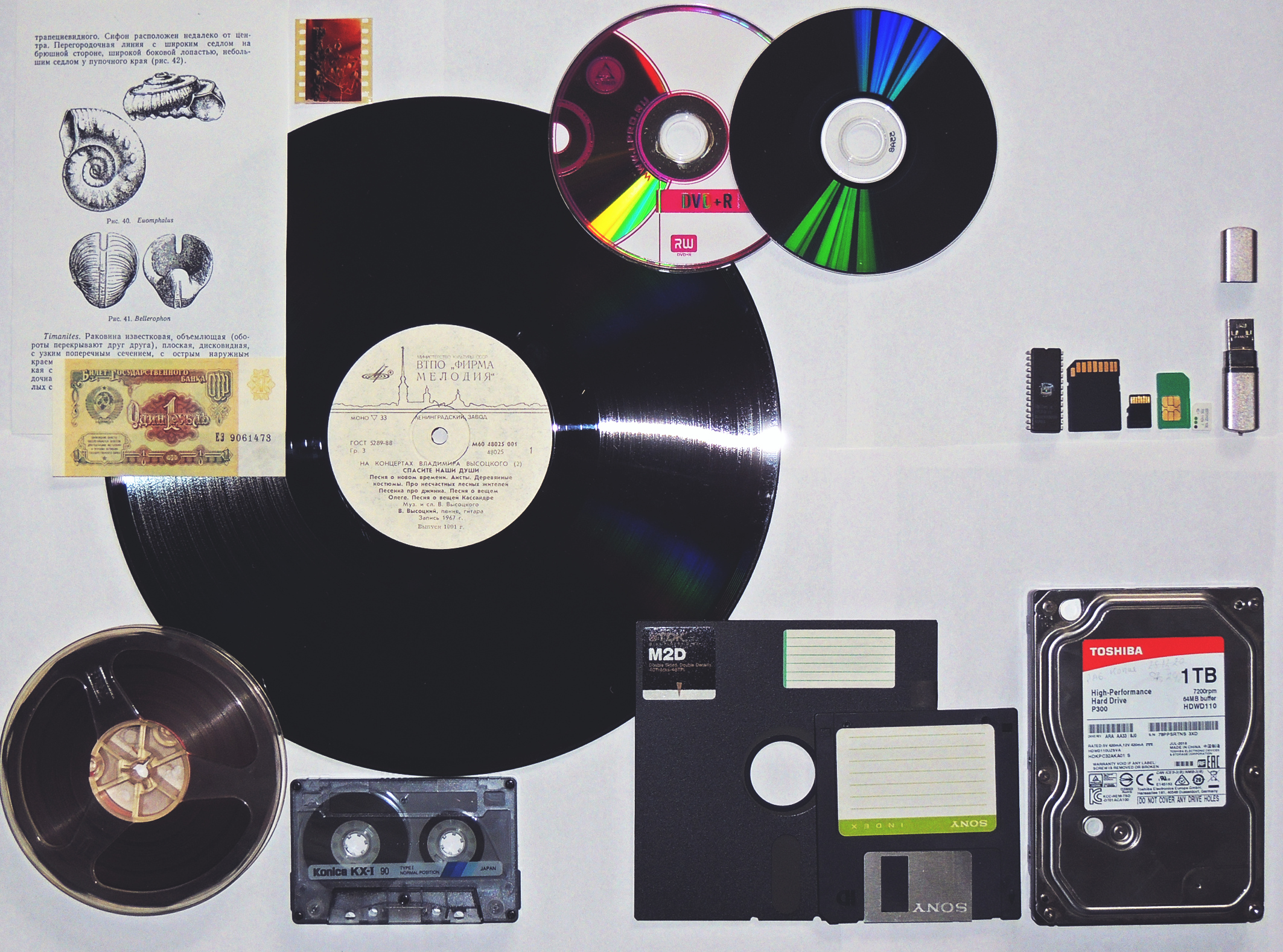
Некоторые носители информации XX - начала XXI века. Верхний ряд: бумага, грампластинка, фотопленка, оптические CD и DVD диски. Нижний ряд, магнитные носители: лента на катушке и кассете, дискеты разных форматов, жесткий диск HDD. Средний ряд, твердотельные накопители: микросхема ПЗУ, карты памяти, SIM-карты, флэш-накопитель.

Носи́тель информа́ции (информацио́нный носи́тель) — любой материальный объект или среда[уточнить], используемый человеком, способный достаточно длительное время  сохранять (нести) в своей структуре занесённую на него информацию, без использования дополнительных устройств (например, источника энергии).
Это может быть, например, камень, дерево, бумага, металл, пластмассы, кремний (и другие виды полупроводников), лента с намагниченным слоем (в бобинах и кассетах), фотоматериал, пластик со специальными свойствами (например, в оптических дисках) и другие.
Носителем информации может быть любой объект, с которого возможно (доступно) чтение (считывание) имеющейся на нём (нанесённой, записанной) информации.
Носители информации в науке (библиотеки), технике (скажем, для нужд связи), общественной жизни (СМИ), быту применяются для:
- записи;
- хранения;
- чтения;
- передачи (распространения).

Зачастую сам носитель информации помещается в защитную оболочку, повышающую его сохранность и, соответственно, надёжность сохранения информации (к примеру: бумажные листы помещают в обложку, микросхему памяти — в пластик (смарт-карта), магнитную ленту — в корпус и т. д.).

## Классификация носителей
По природе носителя:
- вещественно-предметные (книги, письма, археологические и палеонтологические находки, аппаратные запоминающие устройства);
- биохимические (ДНК, РНК и т. п.).

По основному назначению:
- общего (широкого) назначения (например, бумага);
- специализированные (например, предназначенные только для цифровой записи).

По количеству циклов записи:
- для однократной записи;
- для многократной записи.

По долговечности:
- для долговременного хранения (прекращение выполнения функции носителя обусловлено случайными обстоятельствами);
- для кратковременного хранения (прекращение функции обусловлено процессами закономерными, приводящими к неизбежной деградации носителя).

В общем случае, границы между этими разновидностями носителей довольно расплывчаты и могут варьироваться, в зависимости от ситуации и внешних условий.

## Основные материалы
- бумага: перфолента, перфокарта, листы, свитки (устар.).
- пластик: бирки, оптические диски
- магнитные материалы: ленты и диски
- полупроводники: различные типы полупроводниковой памяти

Также ранее имели распространение носители из следующих материалов: обожжённая глина, камень, кость, древесина, пергамент, берёста, папирус, воск, ткань и др.
Для внесения изменений в структуру материала носителя используются различные виды воздействия:
- механическое (резьба, сверление, шитьё);
- термическое (выжигание);
- электрическое (электрические сигналы);
- химическое (нанесение краски, травление и т. п.);

и другие.

## Электронные носители
К электронным носителям относят носители для однократной или многократной записи (обычно цифровой) электрическим способом:
- оптические (CD-ROM, DVD-ROM, Blu-ray Disc);
- полупроводниковые (флеш-память, SSD-диски);
- магнитные (магнитные ленты, дискеты, жёсткие диски).

Электронные носители имеют значительные преимущества перед бумажными (листами, газетами, журналами):
- по объёму (размеру) хранимой информации;
- по удельной стоимости хранения;
- по экономичности и оперативности предоставления актуальной (предназначенной для недолговременного хранения) информации;
- по возможности предоставления информации в виде, удобном потребителю (форматирование, сортировка);
- кардинальное ускорение поиска файлов и данных, полностью изменившее подход к документообороту. Ведь если информация есть, но её невозможно найти (например, время поиска превышает разумные пределы), то это эквивалентно тому, что этой информации нет.

Недостатки:
- низкое разрешение экрана, в некоторых случаях;
- хрупкость устройств считывания;
- вес (масса), в некоторых случаях;
- зависимость от источников электропитания;
- необходимость наличия устройства считывания/записи для каждого типа и формата носителя.
- Может в неожиданный момент сломаться

В настоящее время электронные носители вытесняют бумажные во всех отраслях жизни, что приводит к сбережению древесины.

## Устройства хранения
Устройство хранения информации состоит из следующих элементов:
- носитель информации;
- записывающее устройство — механизмы, выполняющие запись информации на носитель;
- считывающее устройство (устройство считывания) — механизмы, выполняющие считывание информации с носителя.

Накопитель информации — устройство хранения информации, способное выполнять дозапись поступающей информации к уже имеющейся.
Эти устройства могут быть основаны на самых разных физических принципах.
Если носитель информации мало распространён, должен быть защищён от внешних воздействий, или же требует сложной настройки, то он может доставляться потребителю в комплекте с устройством считывания/записи (например, музыкальная шкатулка, командоаппарат (электромеханический программатор) стиральной машины).

## История
Необходимость обмена информацией, сохранения письменных свидетельств о своей жизни и т. п. существовала у человека всегда.
За всю историю человечества было перепробовано множество носителей информации. Так как носитель обладает рядом параметров, эволюция носителя информации определялась тем, какие требования к нему предъявлялись.

### Древние времена
Древние люди на скалах изображали зверей, на которых они охотились. Однако угольные, глиняные, меловые рисунки смывало дождём, и для увеличения надёжности хранения информации первобытные художники стали выбивать силуэты животных на скалах острым камнем.
Хотя камень повысил сохранность информации, скорость её записи и передача оставляли желать лучшего. Человек начал использовать для записи глину, которая имела свойства камня (сохранность информации), а её пластичность, удобство записи позволяли повысить эффективность записи.
Возможность эффективной записи способствует появлению письменности. Более пяти тысяч лет назад появляется (достижение шумерской цивилизации, территория современного Ирака) письменность на глине (уже не рисунки, а похожие на буквы значки и пиктограммы). Шумеры выдавливали знаки на табличках из сырой глины заострённой «клином» тростниковой палочкой (отсюда и название — клинопись). В ящиках («папках») хранились большие документы из десятков глиняных «страниц».
Глина была тяжела для больших текстов, потребность в которых возрастала. Поэтому на смену ей должен был прийти другой носитель.
Египет
В начале третьего тысячелетия до н. э. в Египте появляется новый носитель, обладающий улучшенными некоторыми параметрами по сравнению с глиняными табличками. Там научились делать почти настоящую бумагу из папируса (высокого травянистого растения). От слова «папирус» произошло название бумаги в некоторых языках: фр. papier — во французском и немецком, англ. paper — в английском, исп. papel — в испанском, бел. папера — в белорусском. Пучок листьев папируса похож на лучи солнца (бог Ра), срез трёхгранного стебля имеет форму пирамиды, поэтому растение считалось царским.
Недостатком данного носителя являлось то, что со временем он темнел и ломался. Дополнительным недостатком стало то, что египтяне ввели запрет на вывоз папируса за границу.
Азия
Недостатки носителей информации (глина, папирус, воск) стимулировали поиск новых носителей. На этот раз сработал принцип «всё новое — хорошо забытое старое»: в Персии для письма издревле использовался дефтер — высушенные шкуры животных (в турецком и родственных ему языках слово «дефтер» и сейчас означает тетрадь), о чём вспомнили греки.
Жители греческого города Пергам (первыми переняли древнюю технологию) усовершенствовали процесс выделки шкур и во II веке до н. э. начали производство пергамента. Достоинства нового носителя — высокая надёжность хранения информации (прочность, долговечность, не темнел, не пересыхал, не трескался, не ломался), многоразовость (например, в сохранившемся молитвеннике X века учёные обнаружили несколько слоёв записей, сделанных вдоль и поперёк, стёртых и зачищенных, а с помощью рентгена там обнаружился древнейший трактат Архимеда). Книги на пергаменте — палимпсесты (от греч. παλίμψηστον — рукопись, писанная на пергаменте по смытому или соскобленному тексту).
Как и в других странах, в Юго-Восточной Азии испробовали множество разных способов записи и сохранения информации:
- выжигание на узких бамбуковых пластинах со скреплением шнурами в «бамбуковые книги» (недостаток — занимают много места, низкая износостойкость шнуров);
- письмо на:
  - шёлке (недостаток — дороговизна шёлка),
  - сшиваемые в «книгу» листья пальм (бумажный лист современной книги называется так в память о своём пальмовом прототипе[2]).

Из-за недостатков предыдущих носителей китайский император Лю Чжао приказал найти им достойную замену, и один из чиновников (Цай Лунь) в 105 году н. э. разработал способ производства бумаги (который не сильно изменился и по сию пору) из древесных волокон, соломы, травы, мха, тряпья, пакли, растительных отходов, но основным материалом в то время всё-таки служили лубяные волокна шелковицы, или тутового дерева. Эти волокна замачивались в воде, а затем разделялись на грубый внешний слой, из которого делали бумагу низшего сорта, и внутренний мягкий слой, который служил для изготовления лучших сортов бумаги. Некоторые историки утверждают, что Цай Лунь подсмотрел процесс изготовления бумаги у бумажной осы (строит гнездо из ею пережёванных и смоченных клейкой слюной волокон древесины). Однако сейчас найдены свидетельства в пользу того, что бумагу начали делать ещё раньше.
Европа
На территории Европы высокоразвитые народы (греки и римляне) нащупывали свои способы записи. Сменяются множество различных носителей: свинцовые листы, костяные пластинки и т. д.
Начиная с VII века до н. э. запись производится острой палочкой — стилусом (как и на глине) на деревянных дощечках, покрытых слоем податливого воска (т. н. восковые таблички). Стирание информации (ещё одно преимущество данного носителя) производилось обратным тупым концом стилуса. Скрепляли такие дощечки по четыре штуки (отсюда и слово «тетрадь», так как др.-греч. τετράς в переводе с греческого — четыре).
Однако на воске надписи недолговечны, и проблема сохранения записей была весьма актуальной.
Америка
В XI—XVI веках коренные народы Южной Америки придумали узелковое письмо «кипу» (quipu в переводе с языка индейцев кечуа — узел). Из верёвок (к ним привязывали ряды шнурков) составлялись «сообщения». Тип, число узелков, цвета и количества нитей, их расположения и переплетения представлял собой «кодировку» («алфавит») кипу. 

Нанизанными на шнуры небольшими раковинами кодировали свои сообщения индейские племена Северной Америки. Этот вид письменности назывался «вампум» — от индейского слова wampam (сокращённое от wampumpeag) — белые бусы. Переплетения шнуров образовывали полоску, которую обычно носили как пояс. Комбинацией цветных ракушек и рисунков на них могли составляться целые послания.
Древняя Русь
Как носитель на Руси использовалась берёста (верхний слой берёзовой коры). Буквы на ней прорезывали писалом (костяная или металлическая палочка).
Также применялось узелковое письмо, до сих пор сохранилось выражение «завязать узелок на память».
К концу XVI века появляется своя бумага (в русский язык слово «бумага» пришло, скорее всего, из итальянского bambagia — хлопок).

### Средневековье
Как и в античном мире, так и в Средневековье восковые таблички использовались в качестве записных книжек для хозяйственных пометок и для обучения детей письму.

### Новое время

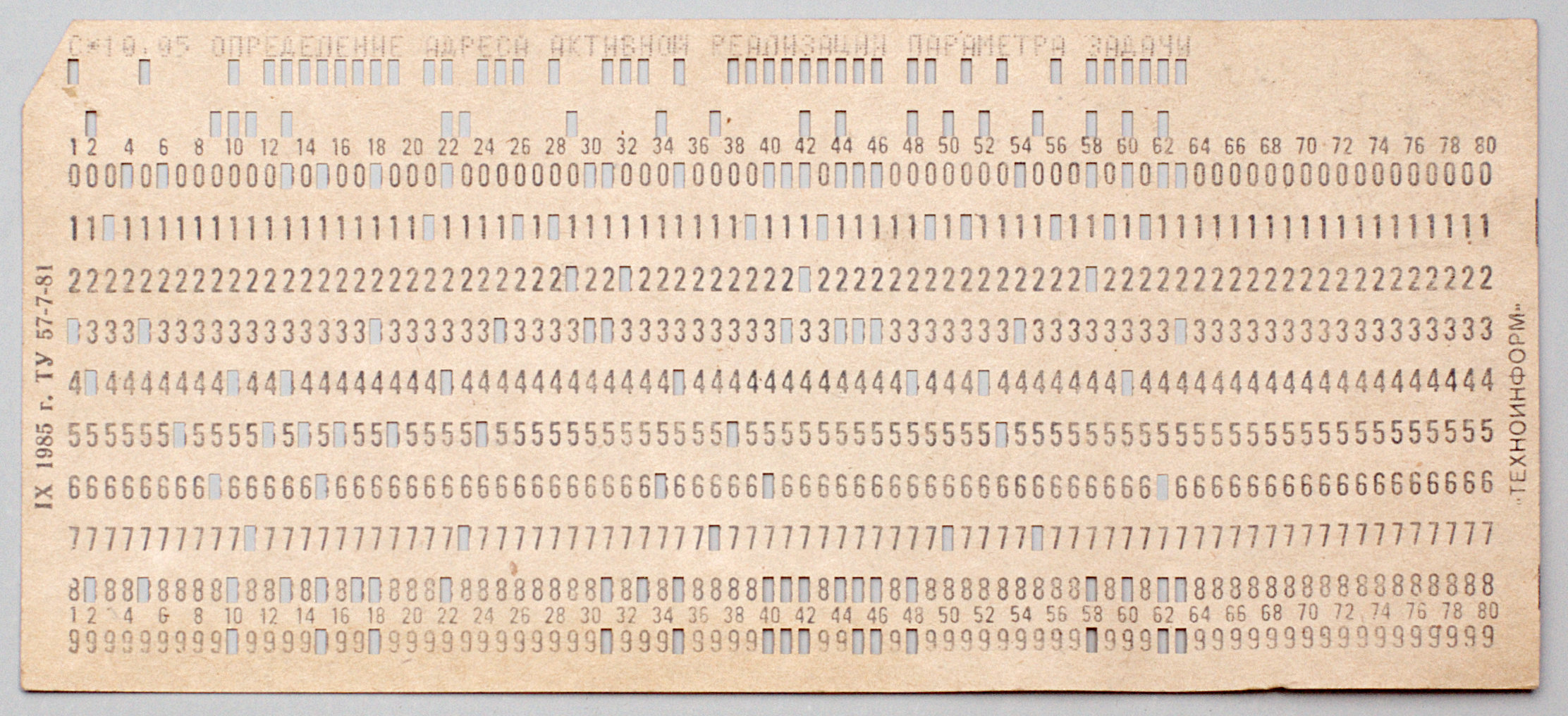
Заполненная перфокарта

С развитием научно-технического прогресса появилась потребность для сохранения нового типа данных — программ для различных программируемых и вычислительных машин. Первыми носителями такой информации стали перфокарты — прямоугольные листы картона с выбитыми на них отверстиями. Считывание наличия или отсутствия отверстий в определённых местах перфокарты и давало команду исполнительному механизму.
Перфокарты впервые начали применяться в ткацких станках Жаккарда (1808) для управления узорами на тканях. В информатике перфокарты впервые были применены в «аналитической машине» Бэббиджа и в «интеллектуальных машинах» коллежского советника С. Н. Корсакова (1832). Перфокарты широко использовались в XX веке в бухгалтерских машинах (табуляторах) и в компьютерах первого поколения. Позднее появились более удобные для ввода и хранения информации перфоленты, основанные на том же принципе. Перфокарты и перфоленты применялись в шифровальной технике для ввода ключей и ввода — вывода информации (Лоренц, KL-7, Фиалка М-125 и др.). Перфоносители повсеместно применялись до 80-х годов XX века, когда их вытеснили более удобные и ёмкие носители.
В XX веке для хранения информации начала использоваться тонкая железная проволока (1920-е годы), магнитная лента (с 1928 г.), магнитные (середина 1960-х годов) и оптические диски (начало 1980-х годов). 

### Современность
В XXI веке на смену оптическим и магнитным носителям пришли полупроводниковые микросхемы памяти.
Жёсткие диски начинают вытесняться аналогичными полупроводниковыми (см. твердотельный накопитель).

## Проблема устаревания носителей информации
Устаревание носителей информации является серьёзной проблемой при её долгосрочном хранении.
Например, когда в 2008 году, в NASA обсуждались планы новых экспедиций к Луне, потребовались данные о свойствах лунной пыли, собранные в конце 1960-х годов в рамках программы «Аполлон». Они были записаны на 173 магнитных лентах, оригиналы которых NASA утратило. В Сиднейском университете сохранились копии, но для их чтения нужен был специальный накопитель IBM 729 Mark V, давно снятый с производства, и некогда распространённые магнитные ленты (с многодорожечным параллельным форматом представления данных) прочесть было не на чем. К счастью, работоспособный экземпляр накопителя (последний в мире) нашёлся в компьютерном музее в Австралии.
Похожая история произошла в 1990-е с американскими архивистами, которые хотели ознакомиться с данными переписи населения 1960 года, хранившимися на магнитных носителях. Нашлось всего два компьютера, способных прочесть эти данные: один в США, другой — в Японии.
Библиотека Конгресса США создала специальное подразделение, в котором хранятся устройства для чтения информации с устаревших электронных носителей.
Также следует учитывать, что современные цифровые носители выходят из строя просто при хранении. Самыми стойкими из них являются штампованные CD и DVD, изготовленные с предварительной записью. Они, как заявляют изготовители, при хранении в надлежащих условиях могут работать без сбоев более 30 лет.
Но следует иметь в виду, что цифровые данные на современных носителях просто и быстро копируются без потерь, поэтому долговечность самих носителей не столь важна: своевременное копирование информации позволяет хранить её практически вечно. Поэтому данные лучше хранить в цифровом виде на современных носителях и менять их, когда возникает опасность их устаревания и исчезновения данных на них.
Компьютерные файлы существуют во множестве форматов, которые тоже устаревают. Но для чтения файла старого формата нужна лишь соответствующая программа. Если её не оказалось под рукой, то её несложно разыскать, в крайнем случае её можно написать заново.